# 始鸬鹚属
始鸬鹚属（学名：Graculavus）是美国古生物学家奥塞内尔·查利斯·马什于19世纪描述的一种史前鸟类。其遗骸发现于美国德克萨斯州晚白垩世的奥斯汀白垩组、兰斯组（晚马斯特里赫特期或兰斯期）及有争议的霍纳斯敦组（横跨白垩纪—古新世边界，可能为达宁期）。这种鸟类大致生存于距今6800至6200万年前，栖息于大西洋西北部及西部内陆海道的海滩上。

## 分类
始鸬鹚是形态分类单元“始鸬鹚科”（"Graculavidae"），这是一个由几种彼此不相关的鸟类组成的邻近形态集合，在鸟类演化中被认为有着“过渡型滨鸟”的关键地位。已发现两个物种：分布于西部内陆海道的狭始鸬鹚（Graculavus augustus）及分布于大西洋沿岸的敏捷始鸬鹚（Graculavus velox）。
还命名过其它物种，但多被视为敏捷种的异名或归入其它属。直至1999年狭始鸬鹚被描述前，大多数学者均认为敏捷种是本属唯一的有效种。还有一个名为“爱达荷始鸬鹚”（Graculavus "idahensis"）的所谓物种，是1915年舒菲尔德在一个物种列表中杜撰的。
“长始鸬鹚”（"Graculavus" lentus）被移出本属后有时被归入鱼鸟或尖尾松鸡，但事实上与两者均没有关系，如今认为该物种是早期的鸡形目或鸡形目的近亲，并将其归入奥斯汀鸟属。